# Kvitsøy
Kvitsøy és un municipi situat al comtat de Rogaland, Noruega. Té 524 habitants (2016) i la seva superfície és de 6.29 km². El centre administratiu del municipi és el poble d'Ydstebøhamn.